# Liste der Einträge im National Register of Historic Places im Chisago County

Lage des Chisago County in Minnesota

Die Liste der Einträge im National Register of Historic Places im Chisago County in Minnesota führt alle Bauwerke und historischen Stätten im Chisago County auf, die in das National Register of Historic Places aufgenommen wurden.

## Legende
| NRHP | Historic Place    |
| HD   | Historic District |

## Aktuelle Einträge
| [ 2 ] | Name                                                        | Bild                                                        | Eintragsdatum                 | Lage | Ort             | Beschreibung |
| ----- | ----------------------------------------------------------- | ----------------------------------------------------------- | ----------------------------- | --- | --------------- | --- |
| 1     | Gustaf Anderson House                                       | Gustaf Anderson House                                       | 1980 ID-Nr. 80002000          | 13045 Lake Boulevard 45° 23′ 23,9″ N, 92° 50′ 33,4″ W                                                              | Lindstrom       | 1879 im Italianate-Stil errichtetes Wohnhaus; heute Museum                                                                               |
| 2     | Angel's Hill Historic District                              | Angel's Hill Historic District                              | 1972 ID-Nr. 72000675          | Abgegrenzt durch Military Road, Mill Street, Mulberry Street und Government Street 45° 24′ 1,4″ N, 92° 39′ 18,5″ W | Taylors Falls   | Ensemble von Gebäuden aus dem mittleren 19. Jahrhundert im Stil des Greek Revival inklusive des 1854 errichteten Folsom House            |
| 3     | Archeological Site No. 21CH23                               |                                                             | 1989 ID-Nr. 88003129          | Adresse nicht veröffentlicht                                                                                       | Taylors Falls   | Präkolumbische Siedlungsstätte von Muschelsuchern                                                                                        |
| 4     | J.C. Carlson House                                          | J.C. Carlson House                                          | 1980 ID-Nr. 80002004          | 640 Bremer Avenue, South 45° 40′ 58,6″ N, 92° 57′ 40,8″ W                                                          | Rush City       | 1899 im Queen Anne-Stil errichtetes Wohnhaus                                                                                             |
| 5     | Center City Historic District                               | Center City Historic District                               | 1980 ID-Nr. 80001996          | Summit Avenue 45° 23′ 39″ N, 92° 49′ 0″ W                                                                          | Center City     | Gebäude von Fachwerkgebäuden aus der Zeit der Jahrhundertwende, die meist von dem Gleichen Zimmermann errichtet wurden                   |
| 6     | John Daubney House                                          | John Daubney House                                          | 1980 ID-Nr. 80002008          | Oak Street Ecke River Street 45° 24′ 35″ N, 92° 39′ 2″ W                                                           | Taylors Falls   | 1870 im Italianate-Stil errichtetes Wohnhaus                                                                                             |
| 7     | Franconia Historic District                                 | Franconia Historic District                                 | 1980 ID-Nr. 80000406          | Cornelian Street, Summer Street und Henry Street 45° 22′ 11″ N, 92° 41′ 36″ W                                      | Taylors Falls   | Fachwerkbau eines frühen Siedlers |
| 8     | Grant House                                                 | Grant House                                                 | 1980 ID-Nr. 80002005          | 4th Street Ecke Bremer Street 45° 41′ 4,6″ N, 92° 57′ 43″ W                                                        | Rush City       | 1896 errichtetes Hotel |
| 9     | Interstate State Park CCC/WPA/Rustic Style Campground       | Interstate State Park CCC/WPA/Rustic Style Campground       | 1992 ID-Nr. 89001664          | Abseits des US 8 südwestlich von Taylors Falls 45° 23′ 36″ N, 92° 40′ 6″ W                                         | Shafer Township | Vier in den 1930er Jahren vom Civilian Conservation Corps im Zuge einer Arbeitsbeschaffungsmaßnahme errichtete State Park-Gebäude        |
| 10    | Interstate State Park WPA/Rustic Style Historic District    | Interstate State Park WPA/Rustic Style Historic District    | 1992 ID-Nr. 89001664          | Abseits des US 8 45° 24′ 0″ N, 92° 39′ 4,3″ W                                                                      | Taylors Falls   | Sechs in den 1930er Jahren von der Works Progress Administration im Zuge einer Arbeitsbeschaffungsmaßnahme errichtete State Park-Gebäude |
| 11    | Frank A. Larson House                                       | Frank A. Larson House                                       | 1980 ID-Nr. 80002001          | 12625 Newell Avenue 45° 23′ 17,8″ N, 92° 51′ 2,1″ W                                                                | Lindstrom       | 1898 errichtetes Sommerhaus eines Chicagoer Verlegers                                                                                    |
| 12    | Moody Barn                                                  | Moody Barn                                                  | 1980 ID-Nr. 80001998          | County Highway 24 45° 18′ 6,6″ N, 92° 52′ 14,8″ W                                                                  | Chisago City    | 1915 errichtete Rundscheune; heute Museum                                                                                                |
| 13    | Paul Munch House                                            | Paul Munch House                                            | 1976 ID-Nr. 76001050          | Summer Street 45° 22′ 16,8″ N, 92° 41′ 38,8″ W                                                                     | Taylors Falls   | 1855 im Stil des Greek Revival errichtetes Fachwerkhaus eines Bürgerkriegsveterans                                                       |
| 14    | Munch-Roos House                                            | Munch-Roos House                                            | 20. Nov. 1970 ID-Nr. 70000289 | 190 2nd Street 45° 24′ 12,7″ N, 92° 39′ 7,6″ W                                                                     | Taylors Falls   | 1853 im Stil des Greek Revival errichtetes Gebäude                                                                                       |
| 15    | Point Douglas to Superior Military Road: Deer Creek Section | Point Douglas to Superior Military Road: Deer Creek Section | 1991 ID-Nr. 90002200          | Abseits des County Highway 16 im Wild River State Park 45° 30′ 57,1″ N, 92° 43′ 44″ W                              | Amador Township | Teilstück einer Militärstraße aus der Mitte des 19. Jahrhunderts                                                                         |
| 16    | Sayer House                                                 | Sayer House                                                 | 1980 ID-Nr. 80002002          | County Highways 9 und 30 45° 35′ 9″ N, 92° 58′ 27″ W                                                               | Harris          | 1875 im Italianate-Stil errichtetes Rasthaus; auch als George Flanders House bekannt                                                     |
| 17    | Taylors Falls Public Library                                | Taylors Falls Public Library                                | 1970 ID-Nr. 70000290          | 417 Bench Street 45° 24′ 14,3″ N, 92° 39′ 10,1″ W                                                                  | Taylors Falls   | 1854 errichtetes Wohnhaus mit Laden; später zur Stadtbibliothek umgewandelt                                                              |
| 18    | Charles A. Victor House                                     | Charles A. Victor House                                     | 1980 ID-Nr. 80002003          | 30495 Park Street 45° 23′ 21,4″ N, 92° 50′ 52,8″ W                                                                 | Lindstrom       | Großes 1905 errichtetes Wohnhaus |

## Frühere Einträge
| [ 2 ] | Name                         | Bild | Eintragsdatum        | Lage                                                    | Ort         | Beschreibung                                                        |
| ----- | ---------------------------- | ---- | -------------------- | ------------------------------------------------------- | ----------- | ------------------------------------------------------------------- |
| 1     | Aaron Diffenbacher Farmhouse |      | 1980 ID-Nr. 80002007 | County Highway 5 45° 40′ 23,1″ N, 92° 55′ 4,4″ W        | Rush City   | 1985 abgebrannt; 1998 aus dem Register gestrichen                   |
| 2     | Chisago County Courthouse    |      | 1980 ID-Nr. 80001997 | Main Street 45° 23′ 50,3″ N, 92° 49′ 11,4″ W            | Center City | 1990 aus dem Register gestrichen                                    |
| 3     | Johnson Block                |      | 1980 ID-Nr. 80002006 | 4th Street Ecke Avenue D 45° 41′ 2,2″ N, 92° 58′ 2,8″ W | Rush City   | Im Jahr 1981 durch Feuer zerstört; 1987 aus dem Register gestrichen |